# Константин Драгаш Дејановић
Константин Драгаш Дејановић (око 1350 — Ровине, 17. мај 1395) је био српски средњовековни велможа и припадник великашке породице Дејановића (Драгаша), која је у време распада Српског царства овладала пространом облашћу на истоку српске државе.
Био је млађи син севастократора, односно деспота Дејана и деспине Теодоре Немањић, а власт је делио са братом деспотом Јованом, до његове смрти 1378. или 1379. године. После Маричке битке (1371. године), Дејановићи су постали османски вазали, а сам Константин је погинуо 1395. године, предводећи помоћне одреде у бици на Ровинама.
Константин се женио два пута, а његова ћерка Јелена се 1392. године, удала за византијског цара Манојла II Палеолога (1391—1425) и била је мајка последњих византијских царева Јована VIII (1425—1448) и Константина XI (1449—1453).
Заједно са мајком и братом помогао је светогорске манастире, а град Ћустендил у данашњој Бугарској, назван је по њему (Костадинова Бања).

## Порекло и породица
Константин је рођен у браку велможе Дејана (родоначелника Дејановића) и принцезе Теодоре Немањић, ћерке краља Стефана Дечанског (1322—1331) из његовог другог брака са краљицом Маријом Палеолог, из бочне линије византијске династије Палеолога (била је праунука византијског цара Михајла VIII (1261—1282) и унука његовог трећег сина Константина). Њен брат је био господар Тесалије и Епира цар Симеон Синиша (1359—1370), а полубрат Душан Силни (краљ 1331—1346, цар 1346—1355). Константин је имао и старијег брата деспота Јована Драгаша, са којим је делио власт.
Оженио се непознатом племкињом са којом је највероватније имао двоје деце:
- Јелену, која се 1393. године, удала за византијског цара Манојла II Палеолога, постала је византијска царица. Царица Јелена Драгаш је имала два сина, два последња византијска цара - цара Јована VIII Палеолога и цара Константина XI Палеолога, названих по Јеленином оцу и стрицу - Константину Драгашу и Јовану Драгашу.
- Јакова, који је примио ислам и као Јакуб једно време управљао његовим поседима.Његов син Јаков Драгаш га је наследио 1395. године. као ратоборни деспот. Убрзо је прихватио ислам и име Јакуб, задржавши своје поседе до своје смрти. Наследио га је син Јусуф, рођен као Стефан Драгаш и такође исламизован, 1452. године. Султан Мехмед II је централизовао царство и велбушка деспотовина је нестала са политичке карте.
- Три ћерке које су се 1372. године, удале за османског султана Мурата I и његове синове Бајазита I и Јакуба.[8]

Други пут се оженио Евдокијом из породице Великих Комнина, са којом није имао деце. Она је била ћерка трапезунтског цара Алексија III (1349—1380) и царице Теодоре Кантакузин, из бочне линије Кантакузина.
Константин Дејановић, преко последњих византијских василевса и наследника римских царева, био је преко деспота Томе Палеолога и велике кнегиње Софије Палеологине, родоначелник првог руског цара Ивана IV Васиљевича Грозног Рјуриковича.

## Живот и владавина
Након смрти севастократора Дејана, средином XIV века, владавину његовим поседима преузели су његови синови Јован и Константин. Они су, заједно са својом мајком деспином Теодором (Евдокијом), богато даривали светогорске манастире, поготово Хиландар, Пантелејмон и Ватопед.
После Маричке битке 1371. године, у којој су погинули њихови суседи краљ Вукашин (1365—1371) и деспот Угљеша Мрњавчевић, браћа Драгаш су, као и њихов наследник краљ Марко Мрњавчевић (1371—1395), постали вазали султана Мурата I (1359—1389). Деспот Јован Драгаш је умро 1378. или 1379. године, након чега је Константин наставио да самостално влада њиховом државом.
У историјској науци постоји претпоставка да је у Косовској бици учествовао на страни султана Мурата I, заједно са краљем Марком Мрњавчевићем, вођен не само својим вазалним дужностима, већ и политичким и користољубивим разлозима, заузимањем дела поседе кнеза Стефана Лазара Храбељановића. Постоји могућност да је султану Мурату I послао помоћне одреде, јер је његова војска прошла кроз Велбуждску деспотовину приликом одласка на Косово поље, где се одиграла Косовска битка (1389. године).
На челу својих снага, учествовао је, као османски вазал, у бици на Ровинама 17.05. 1395. године. Поред њега, као османски вазали, против влашког војводе Мирче I (1386—1418) борили су се и кнез Стефан Лазаревић (кнез 1389—1402, деспот 1402 — 1427) и краљ Марко Мрњавчевић, који је пред битку, према народном предању, рекао:„Молим Господа да буде хришћанима помоћник, a ja нека будем први међу мртвима у овом рату“. Влашке снаге су однеле победу у бици, током које су погинули и краљ Марко Мрњавчевић и Константин Дејановић. Након битке, његов син Јаков (Јакуб) је наследио његову државу, али су Османлије, током наредних година, преузеле све његове поседе.
Према неким историчарима, непосредно пре своје смрти, деспот Константин Дејановић започео је изградњу манастира Поганово, посвећеног „Светом Јовану Богослову“.
У историјским изворима на српском језику, Константин се помиње са титулом господин, док се у онима на грчком језику помиње као кир и аутентес, док неки аутори сматрају да је носио титулу деспот Србије. Град Велбужд, код кога су српске снаге предвођене његовим дедом (краљем Стефаном Дечанским Немањићем) и ујаком (младим краљем Душаном Силним Немањићем) потукле у бици Бугаре 1330. године, налазио се у саставу његове државе. Османлије су град по њему називали Константинова Бања односно Köstendil, а тај назив се, у нешто исквареном облику, одржао до данас, као Ћустендил.

## Хипотеза
Према једној хипотези Јордана Иванова, Константин Дејановић је био ожењен Кером Тамаром, ћерком бугарског цара Јована Александра. Управо као царев зет, према Иванову, Константин је приказан у Лондонском јеванђељу цара Јована Александра Стратимировића Кери Тамари, где је наведен као „Константин деспот, зет великог цара Јована Александара“. Међу аргументима које историчар наводи у прилог својој тези су и двоглави орлови којима су у минијатури украшене хаљине деспота Константина. Бугарски научник тумачи овај хералдички симбол као грб династије Немањића, родбинска веза коју Драгаши више пута истичу. Тако је у једној својој повељи од 20. маја 1380 . године, Константин Драгаш наводи да српске краљеве сматра својим „прецима и претходницима“.
Међутим, тезу Иванова већина историчара не прихвата. Познато је да је 1371. године, Кера Тамара већ била удовица, док је Константин Драгаш умро тек 1395. године. Стога је вероватније да је деспот Константин из Лондонског јеванђеља друга (другачија) личност, о којој се ништа више не зна, осим да је царски зет који је носио титулу „деспот“ (Константин Балшић). У средњовековној бугарској цркви у селу Станичење је откривен гроб највишег бугарског феудалца, који је владао нишком облашћу, обучен у такву златоткану одежду са извезеним двоглавим орловима и шест царских монограма цара Јована Александра „Цар Бугара и Грка„. У стварности, деспина Кера Тамара је вероватно била удата за другог Константина, бугарског деспота који је умро пуне две деценије пре Константина Драгаша.

## Наслеђе
Константин Дејановић је у српској епској поезији забележен као бег Костадин (у поезији је добио титулу бега јер је постао османски вазал). Обично приказан као претерано негативан лик, његова карактеризација првенствено служи као контраст личности Марка Краљевића (њих двојица се често приказују као браћа по крви), са циљем да се истакне разлика између две наизглед идентичне природе њихових односа. са Османлијама, пошто су обојица били њихови вазали. Њихови мотиви су, међутим, нешто другачији. Док је краљ Марко приказан како прихвата османско сизеренство зарад и добробит свог стада, Константин тражи начин да сачува свој положај и привилегије без обзира на било који облик вишег моралног кодекса.

## Породично стабло
|  |                                |  |  |  |  |  |  |  |  |  |  |  |  |  |  |  |
|  | 2. Дејан                       |  |  |  |  |  |  |  |  |  |  |  |  |  |  |  |
|  |                                |  |  |  |  |  |  |  |  |  |  |  |  |  |  |  |
|  |                                |  |  |  |  |  |  |  |  |  |  |  |  |  |  |  |
|  | 1. Константин Драгаш Дејановић |  |  |  |  |  |  |  |  |  |  |  |  |  |  |  |
|  |                                |  |  |  |  |  |  |  |  |  |  |  |  |  |  |  |
|  |                                |  |  |  |  |  |  |  |  |  |  |  |  |  |  |  |
|  | 24. Стефан Урош I              |  |  |  |  |  |  |  |  |  |  |  |  |  |  |  |
|  |                                |  |  |  |  |  |  |  |  |  |  |  |  |  |  |  |
|  |                                |  |  |  |  |  |  |  |  |  |  |  |  |  |  |  |
|  | 12. Стефан Урош II Милутин     |  |  |  |  |  |  |  |  |  |  |  |  |  |  |  |
|  |                                |  |  |  |  |  |  |  |  |  |  |  |  |  |  |  |
|  |                                |  |  |  |  |  |  |  |  |  |  |  |  |  |  |  |
|  | 25. Јелена Анжујска            |  |  |  |  |  |  |  |  |  |  |  |  |  |  |  |
|  |                                |  |  |  |  |  |  |  |  |  |  |  |  |  |  |  |
|  |                                |  |  |  |  |  |  |  |  |  |  |  |  |  |  |  |
|  | 6. Стефан Урош III Дечански    |  |  |  |  |  |  |  |  |  |  |  |  |  |  |  |
|  |                                |  |  |  |  |  |  |  |  |  |  |  |  |  |  |  |
|  |                                |  |  |  |  |  |  |  |  |  |  |  |  |  |  |  |
|  | 13. Јелена или Ана Тертер      |  |  |  |  |  |  |  |  |  |  |  |  |  |  |  |
|  |                                |  |  |  |  |  |  |  |  |  |  |  |  |  |  |  |
|  |                                |  |  |  |  |  |  |  |  |  |  |  |  |  |  |  |
|  | 3. Теодора Немањић             |  |  |  |  |  |  |  |  |  |  |  |  |  |  |  |
|  |                                |  |  |  |  |  |  |  |  |  |  |  |  |  |  |  |
|  |                                |  |  |  |  |  |  |  |  |  |  |  |  |  |  |  |
|  | 28. Константин Палеолог        |  |  |  |  |  |  |  |  |  |  |  |  |  |  |  |
|  |                                |  |  |  |  |  |  |  |  |  |  |  |  |  |  |  |
|  |                                |  |  |  |  |  |  |  |  |  |  |  |  |  |  |  |
|  | 14. Јован Палеолог             |  |  |  |  |  |  |  |  |  |  |  |  |  |  |  |
|  |                                |  |  |  |  |  |  |  |  |  |  |  |  |  |  |  |
|  |                                |  |  |  |  |  |  |  |  |  |  |  |  |  |  |  |
|  | 7. Марија Палеолог             |  |  |  |  |  |  |  |  |  |  |  |  |  |  |  |
|  |                                |  |  |  |  |  |  |  |  |  |  |  |  |  |  |  |
|  |                                |  |  |  |  |  |  |  |  |  |  |  |  |  |  |  |